# Viktor Đerek

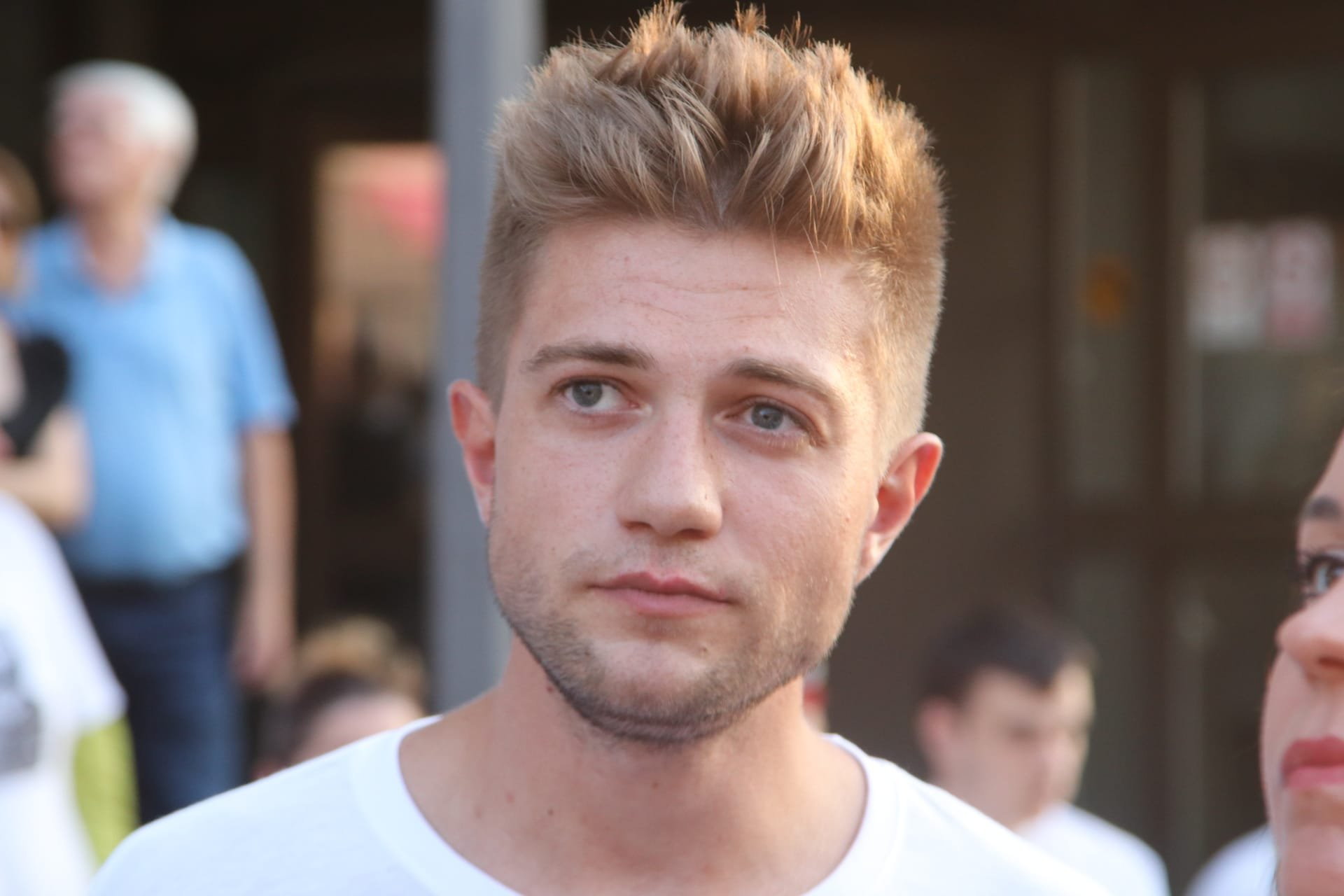
Viktor Đerek, 2024

Viktor Đerek (* 8. März 2000 in Split, Kroatien) ist ein kroatischer Fotograf und Menschenrechtsaktivist.

## Leben
Đereks begann sich bereits im Alter von 9 Jahren für Fotografie zu interessieren. Er ging mit seinem Großvater auf Reisen, fotografierte und lud die Fotos auf der Bild-Hosting-Website Flickr hoch.
Mitte 2013 drehte Đerek seinen ersten Dokumentarfilm  Fairy Tale Croatia. Der Film zeigt Aufnahmen von den Städten Dubrovnik, Zadar und Zagreb sowie Aufnahmen vom Nationalpark Plitvicer Seen.
Als  Aktivist setzt er sich für den Erhalt der Natur ein und arbeitet als Reiseführer für die kroatischen Inseln. Er ist ein Menschenrechtsaktivist mit einem Fokus auf Toleranz für Vielfalt und kooperiert mit Menschenrechtsorganisationen wie der Born This Way Foundation und der Human Rights Campaign.

## Ausstellungen
- DOP Exclusive, Zagreb, Kroatien[5]